# Bibikow (obwód kurski)
Bibikow (ros. Бибиков) – osiedle typu wiejskiego w zachodniej Rosji, w sielsowiecie romanowskim rejonu chomutowskiego w obwodzie kurskim.

## Geografia
Miejscowość położona jest nad rzeką Wieć, 3 km od centrum administracyjnego sielsowietu romanowskiego (Romanowo), 9 km od centrum administracyjnego rejonu (Chomutowka), 110 km od Kurska.
W granicach miejscowości znajduje się ulica Sadowaja (6 posesji).

## Demografia
W 2010 r. miejscowość zamieszkiwały 2 osoby.